# اکولایزر (مجموعه تلویزیونی ۲۰۲۱)
اکولایزر (به انگلیسی: The Equalizer) یک مجموعه تلویزیونی درام و جنایی آمریکایی است که برای اولین بار در ۷ فوریه ۲۰۲۱ از شبکه سی‌بی‌اس پخش شد. این دومین راه‌اندازی مجدد در این فرنچایز است، پس از فیلم سال ۲۰۱۴ و دنباله‌های آن در سال‌های ۲۰۱۸ و ۲۰۲۳، و بازسازی مجموعه دهه ۱۹۸۰ باهمین نام است.
این سریال توسط تهیه‌کنندگان اجرایی ریچارد لیندهایم به همراه مایکل اسلون و کویین لطیفه که در نقش شخصیت اصلی نیز بازی می‌کند، ساخته شده‌است. جان دیویس، جان فاکس، دبرا مارتین چیس، اندرو دبلیو مارلو و تری میلر نیز به عنوان تهیه‌کنندگان اجرایی فعالیت می‌کنند. لیندهایم در ۱۸ ژانویه ۲۰۲۱ هنگام کار بر روی سریال بر اثر نارسایی قلبی درگذشت. اولین نمایش این سریال به یاد او تقدیم شده‌است.
در مارس ۲۰۲۱، سریال برای فصل دوم تمدید شد که اولین بار در ۱۰ اکتبر ۲۰۲۱ پخش شد. در ماه مه ۲۰۲۲، سریال برای فصل سوم و چهارم تمدید شد. فصل سوم در ۲ اکتبر ۲۰۲۲ برای اولین بار پخش شد.

## داستان
این سریال حول محور رابین مک کال، زن معمایی در شهر نیویورک و مادر مجرد، دختر نوجوان دلیلا با پیشینه‌ای اسرارآمیز است که از مهارت‌های گسترده خود برای کمک به کسانی استفاده می‌کند که جای دیگری ندارند، نقش یک فرشته نگهبان و یک مدافع برای کسانی را ایفا می‌کند که نمی‌تواند در حالی که به دنبال رستگاری خود است از خود دفاع کند.

## بازیگران
- کویین لطیفه ... رابین مک کال، با نام مستعار "اکولایزر"، یک مادر مجرد مطلقه و مأمور سابق سیا که به عنوان یک مراقب خیابانی برای عدالت عمل می‌کند.
- توری کیتلز ... مارکوس دانته، پدری طلاق گرفته و یک کارآگاه باهوش و زیرک پلیس نیویورک در ردیابی رابین است، زیرا او تمایلی ندارد که رابین به او کمک کند، اما زمینه‌های مشترکی در برقراری عدالت پیدا می‌کند. در فصل ۲ آنها متحد و دوست می‌شوند.
- آدام گلدبرگ ... هری کشگیان، شوهر ملودی و یک هکر چیره‌دست که مرگ خود را با کمک رابین جعل کرد.[۲]
- لایزا لاپیرا ... ملودی «مل» بیانی، یک تک تیرانداز سابق نیروی هوایی ایالات متحده که مالک یک بار است او به عنوان یک پایگاه مخفی عملیات عمل می‌کند و از دوستان قدیمی رابین از دوران خدمت او بوده‌است.
- کریس نوت ... ویلیام بیشاپ (فصل ۱–۲)، یک مدیر سابق سیا و دوست قدیمی رابین که اکنون شرکت امنیتی خصوصی خود را اداره می‌کند. او به عنوان رابط بین رابین و سیا عمل می‌کند. در فصل دوم، او در یک سانحه هوایی توسط دشمن رابین، میسون کوین، کشته می‌شود.

## تولید
فیلمبرداری این مجموعه در چندین مکان در شمال نیوجرسی از جمله پترسون، نیوآرک و جرسی سیتی انجام شده‌است.

## بازخوردها
در راتن تومیتوز، این سریال بر اساس بررسی‌های ۳۰ منتقد، با میانگین امتیاز ۶ از ۱۰، دارای ۶۷ درصد محبوبیت است. در متاکریتیک، بر اساس رای ۱۵ منتقد، امتیاز ۵۷ از ۱۰۰ را دارد. که نشان دهنده «بررسی‌های مختلط یا متوسط» است.